# Manuel Figueroa
Manuel Segundo Figueroa Vergara (* 8. Mai 1904; † 23. April 1986) war ein chilenischer Fußballspieler. Der Abwehrspieler absolvierte ein Länderspiel für Chile. 

## Karriere

### Verein
Manuel Figueroa spielte mindestens 1926 für Fernández Vial aus Concepción.

### Nationalmannschaft
Manuel Figueroa debütierte für die Nationalmannschaft beim Campeonato Sudamericano 1926 in Chile. Dort lief der Abwehrspieler im abschließenden Gruppenspiel beim 5:1-Sieg gegen Paraguay auf. Chile belegte mit zwei Siegen, einem Unentschieden und einer Niederlage mit dem dritten Platz die bislang beste Platzierung bei einer Südamerikameisterschaft. Dies war sein einziger Turnier- und auch Länderspieleinsatz.